# 懷氏棱鯷
懷氏棱鯷（学名：Thryssa whiteheadi）為輻鰭魚綱鲱形目鳀科的其中一種，分布於西印度洋區的波斯灣海域，棲息深度可達50公尺，本魚吻尖，頜骨溫和，其尖端超越鰓蓋邊緣;背後上部鰓裂缺且具有非常模糊的斑點，臀鰭軟條40-43枚，體長可達15.8公分，棲息在沿海，喜群游，可作為食用魚。